# Дългоуха летяща катерица
Дългоухата летяща катерица (Idiurus macrotis) е вид бозайник от семейство Шипоопашати гризачи (Anomaluridae).

## Разпространение
Видът е разпространен в Габон, Гана, Демократична република Конго, Екваториална Гвинея, Камерун, Кот д'Ивоар, Либерия, Сиера Леоне и Танзания.